# 多拉德圣母圣殿

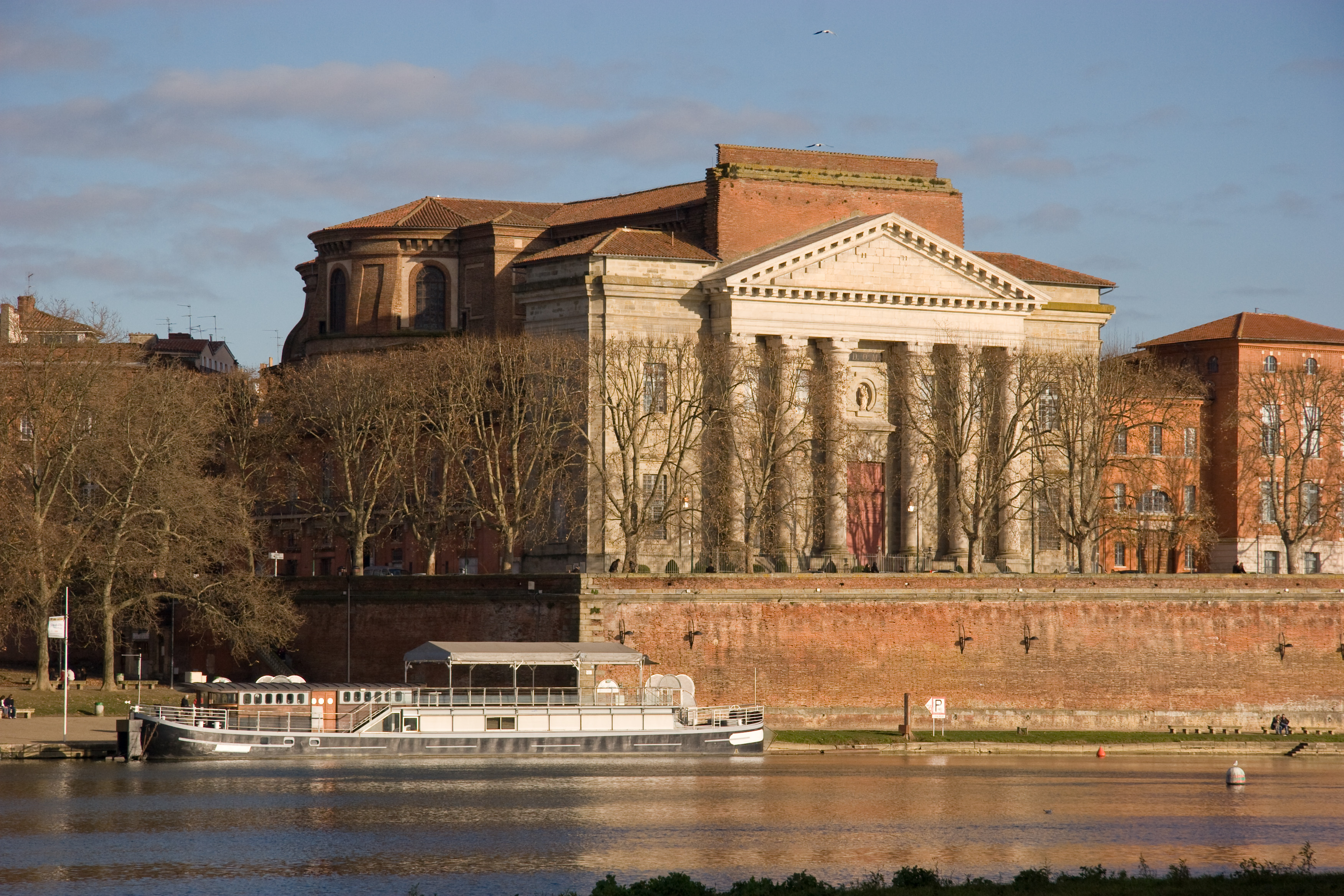
多拉德圣母圣殿

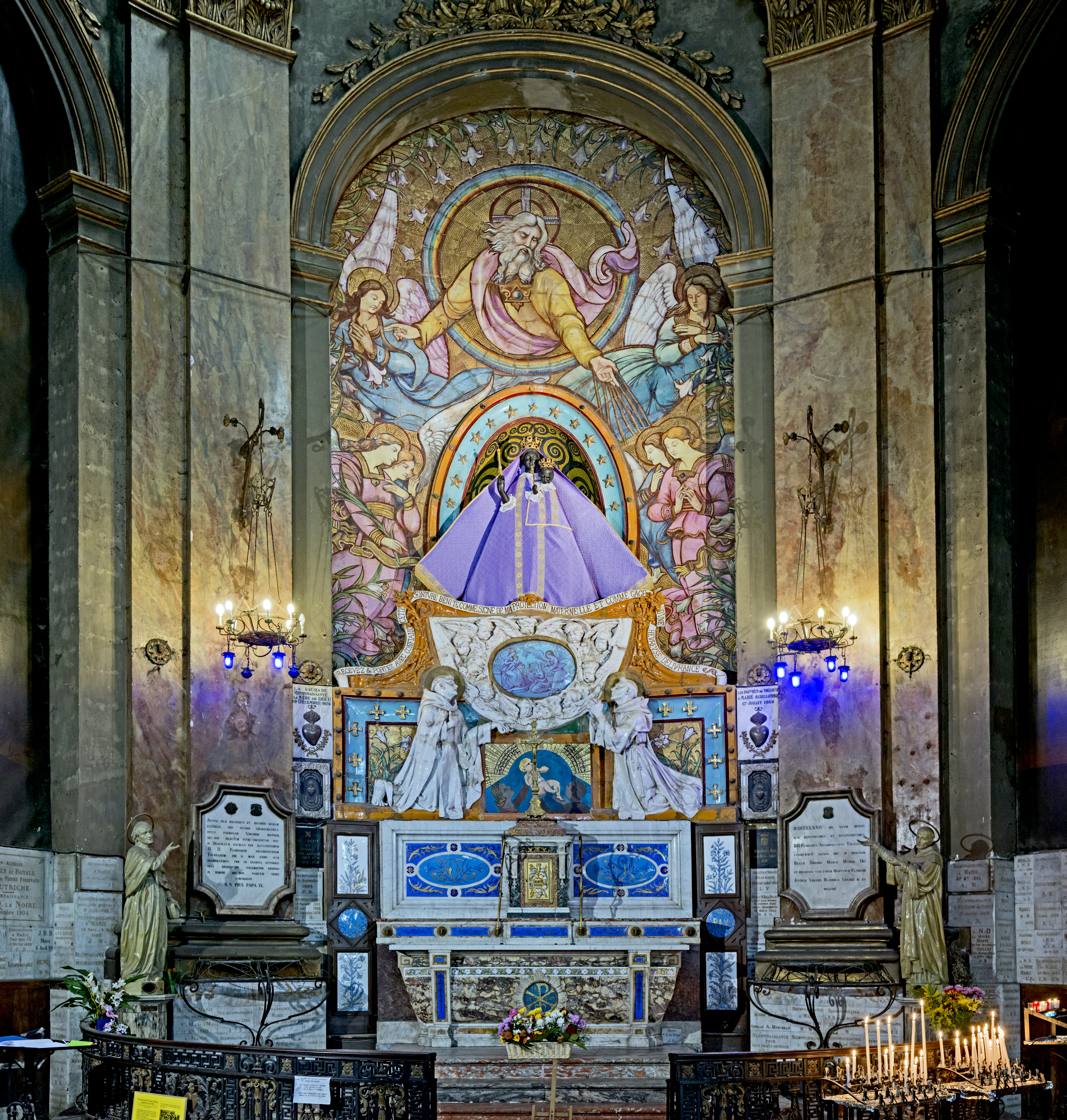

多拉德圣母圣殿（Notre-Dame de la Daurade）是一座罗马天主教的宗座圣殿，位于法国西南部城市图卢兹的加隆河畔。它始建于410年，当时的西罗马帝国皇帝弗拉维乌斯·奥古斯都·霍诺留允许将异教庙宇改为基督教堂。多拉德圣母圣殿最早的建筑原来是一座供奉阿波罗的神庙。
6世纪，一座教堂兴建起来，装饰有金色的马赛克，今天的名称就来自于古代名称“Deaurata”（拉丁語：aura，金色）。9世纪，这里成为一座本笃会修道院。15世纪这座教堂开始衰败，1761年被毁。后来新建了一座教堂，但是修道院在法国大革命期间关闭，改为一座烟草工厂。
目前的建筑建于19世纪。 
多拉德圣母圣殿被法国文化部列为国家历史古迹，其管风琴也被列入。